# Austrochrysa loriana
Austrochrysa loriana är en insektsart som först beskrevs av Navás 1929.  Austrochrysa loriana ingår i släktet Austrochrysa och familjen guldögonsländor. Inga underarter finns listade i Catalogue of Life.